# Answer is near
「Answer is near」，日本樂隊ONE OK ROCK的第5張單曲，於2011年2月16日發行。

## 簡介
- 與前作《完全感覺Dreamer》相隔約1年的新作。
- 初回盤封入演唱會先行抽選預約券。
- PV於SSTV Monster Rock1月17日的節目中初次公開。
- 本作獲得合法下載網站RecoChoku2011年年度搖滾片段跟全曲下載年間1位[1]。

## 收錄曲

### CD
1. Answer is near（アンサイズニア）(3:42)
  - 作詞：Taka　作曲：Toru/Taka
2. Silent World(1:01)
  - 作詞：Taka　作曲：Toru/Taka
3. Answer is clear（アンサイズクリア）(3:28)
  - 作詞：Taka　作曲：Toru/Taka
4. To Feel The Fire(3:32)
  - 作詞作曲：Stevie Wonder
  - 史提夫·汪達的翻唱曲目

## 備註
1. ↑  .   [2013-09-11]. （原始内容存档于2012-08-31）.